# Patinella macrospora
Patinella macrospora är en svampart som beskrevs av Massee 1893. Patinella macrospora ingår i släktet Patinella, ordningen disksvampar, klassen Leotiomycetes, divisionen sporsäcksvampar och riket svampar.   Inga underarter finns listade i Catalogue of Life.